# Алборов, Алан Юрьевич
Алан Юрьевич Алборов (осет. Æлборты Алан Юрийы фырт; род. 22 августа 1976, Цхинвали, ЮОАО) — осетинский политик из частично признанной Южной Осетии, которую большая часть ООН признаёт частью Грузии, оккупированной Россией, председатель парламента Южной Осетии с сентября 2022 по июнь 2024 года. Алборов был председателем-основателем политической партии «Ныхас», а также мэром столицы Цхинвали.

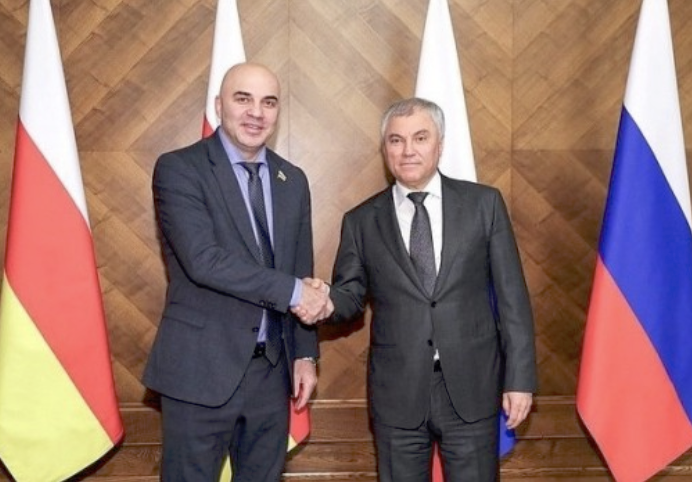
Алборов с председателем Государственной думы Российской Федерации Вячеславом Володиным

## Ранний период жизни
Родился 22 августа 1976 года в городской семье среднего класса в Цхинвали. У него была успешная карьера бизнесмена в России, где он и его брат Олег заработали небольшое состояние на продаже водки в Северной Осетии. За этот период оба Алборовых были арестованы и осуждены по статье 330 ч. 2 Уголовного кодекса России за похищение дочери бизнес-конкурента и отправлены на три года в исправительную колонию в Сибири.
Алборов был назначен президентом Леонидом Тибиловым главой жилищно-коммунального хозяйства Ленингорского района после длительного отсутствия на родине.

## Политическая карьера

### Мэрия
После того, как Тибилов познакомил Алборова с политикой, он быстро повысил своё положение в окружении Тибилова, будучи назначен мэром Цхинвали в 2013 году. В то же время Тибилов, независимый политик, поручил Алборову создать для него проправительственную политическую партию, которая объединила бы его сторонников. Политическая партия Алборова получила название «Ныхас», что буквально означает «речь» или «встреча».
Руководство партией Алборова будет недолгим, поскольку в начале 2014 года его сменит на посту председателя Руслан Гаглоев, чтобы он мог подготовиться к выборам 2014 года. После того как на выборах 2017 года заявка Тибилова на переизбрание потерпела поражение, Алборов был заменён на посту мэра новым президентом Анатолием Бибиловым.

### Парламентарий
До назначения председателем Гаглоев был избран в парламент Южной Осетии от партии «Ныхас» в 2019 году. С 2020 года «Ныхас», «Единство народа» и Народная партия вошли в правящую коалицию. Кроме того, Алборов занимал пост председателя комитета по природным ресурсам.

### Председатель парламента
После выборов 2022 года Алан Гаглоев из партии «Ныхас» обеспечил себе президентство и предпринял шаги по ограничению власти и влияния бывшей правящей партии «Единая Осетия». Это включало оказание давления на действующего председателя Алана Тадтаева с целью заставить его уйти в отставку, а Алборов был назначен на эту должность после победы над другим кандидатом от объединённой Осетии, председателем комитета по обороне и безопасности Ацамазом Бибиловым. Алборов был официально приведён к присяге в качестве председателя 15 сентября 2022 года.
15 декабря 2022 года Алборов отправился с государственным визитом в Россию, где встретился с председателем Госдумы РФ Вячеславом Володиным. Они обсудили будущее сотрудничество между «Ныхасом» и «Единой Россией», а также создание «межпарламентской» двусторонней комиссии для содействия сотрудничеству. В ходе встречи Володин упомянул Южную Осетию как независимое государство, а не как часть России или Грузии, и что отношения между государствами России и Южной Осетии «основаны на принципах равенства, добрососедства и взаимного уважения».
5 июля 2023 года Алан Техов, председатель комитета по экономике, малому бизнесу и сельскому хозяйству, и Заза Дриаев, председатель профильного комитета, выдвинули ходатайство о расследовании возможного признания Южной Осетии Беларусью в качестве независимого государства. Председатель Алборов одобрил это ходатайство и начал официальное расследование для дальнейшей проработки.
В марте 2024 года Алборов, обсуждая предложение о присоединении Южной Осетии к России, не исключил возможности проведения референдума по этому вопросу, заявив, что он «обсуждается в тесной координации с Москвой».

## Личная жизнь
Женат. Воспитывает одного ребёнка.